# Kanton Boulay-Moselle
Kanton Boulay-Moselle (fr. Canton de Boulay-Moselle) je francouzský kanton v departementu Moselle v regionu Grand Est. Tvoří ho 31 obcí. Před reformou kantonů 2014 ho tvořilo 33 obcí.

## Obce kantonu
od roku 2015:
| - Bannay - Bettange - Bionville-sur-Nied - Bisten-en-Lorraine - Boulay-Moselle - Brouck - Condé-Northen - Coume - Creutzwald - Denting - Éblange - Gomelange - Guerting - Guinkirchen - Ham-sous-Varsberg - Helstroff | - Hinckange - Mégange - Momerstroff - Narbéfontaine - Niedervisse - Obervisse - Ottonville - Piblange - Roupeldange - Téterchen - Valmunster - Varize-Vaudoncourt - Varsberg - Velving - Volmerange-lès-Boulay |

před rokem 2015:
| - Bannay - Bettange - Bionville-sur-Nied - Bisten-en-Lorraine - Boucheporn - Boulay-Moselle - Brouck - Condé-Northen - Coume - Denting - Éblange - Gomelange - Guerting - Guinkirchen - Ham-sous-Varsberg - Helstroff - Hinckange | - Holling - Mégange - Momerstroff - Narbéfontaine - Niedervisse - Obervisse - Ottonville - Piblange - Roupeldange - Téterchen - Valmunster - Varize - Varsberg - Velving - Volmerange-lès-Boulay - Zimming |